# Waterloo (landeri)

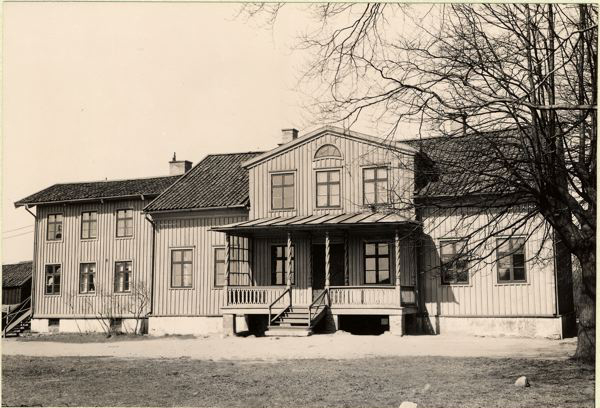
Landeriet Waterloo.

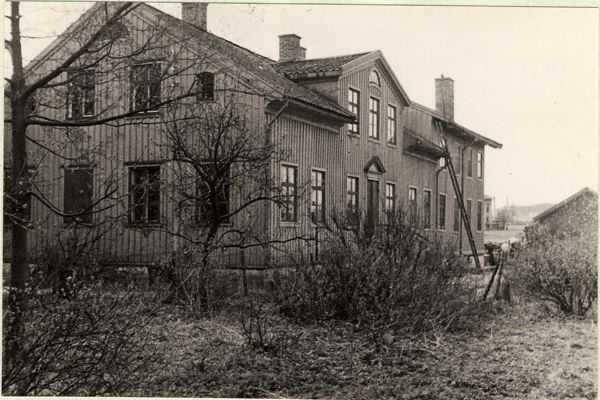
Landeriet Waterloo.

Waterloo är ett före detta landeri i Gamlestaden i Göteborg som avstyckades från landeriet Marieholm år 1880. Göteborgs stad inlöste landeriet 1904 och gården revs 1950. Namnet erinrar om Napoleons nederlag vid Waterloo år 1815.
Waterloogatan i Marieholms industriområde är uppkallad efter landeriet. Gatan fick sitt namn år 1918 och dess läge ändrades år 1939.